# Runcinioides souzai
Runcinioides souzai là một loài nhện trong họ Thomisidae.
Loài này thuộc chi Runcinioides. Runcinioides souzai được Ilka Maria Fernandes Soares miêu tả năm 1942.